# My lost generation
My lost generation er en dokumentarfilm instrueret af Vladimir Tomić efter manuskript af Tomić selv.
My lost generation var Tomić afgangsfilm fra Det Kongelige Danske Kunstakademi og han fik debutantprisen for værket.
Det Danske Filminstitut opsummerede filmen med
| „ | I et narrativt spor følger man Vladimir Tomics, delvist selvbiografiske rejse, tilstræbende et generationsportræt sammensat af egne optagelser fra Danmark og Bosnien. I en kompromisløs søgen efter egen identitet, ser man hans historie. | “ |

Filmen deltog i den internationale konkurrence ved den internationale dokumentarfilmsfestival i Zagreb i 2010.